# Костешть (Димбовіца)
Костешть, Костешті (рум. Costești) — село у повіті Димбовіца в Румунії. Адміністративно підпорядковане місту Ф'єнь.
Село розташоване на відстані 96 км на північний захід від Бухареста, 25 км на північ від Тирговіште, 59 км на південь від Брашова.

## Населення
За даними перепису населення 2002 року у селі проживали 915 осіб, усі — румуни. Усі жителі села рідною мовою назвали румунську.